# Craugastor berkenbuschii
Craugastor berkenbuschii is een kikker uit de familie Craugastoridae. De soort werd voor het eerst wetenschappelijk beschreven door Wilhelm Peters in 1870. Oorspronkelijk werd de wetenschappelijke naam Hylodes berkenbuschii gebruikt. De soort behoorde lange tijd tot het geslacht Eleutherodactylus. De soortaanduiding berkenbuschii  is een eerbetoon aan de bioloog Georg Heinrich August Berkenbusch (1821–1901).
De soort is endemisch in Mexico. Craugastor berkenbuschii wordt bedreigd door het verlies van habitat.